# Chapelle des Marins à L'Islet
Pour les articles homonymes, voir Chapelle des Marins.
La chapelle des Marins est une chapelle située sur le chemin des Pionniers à L'Islet, à l'est de l'église Notre-Dame-de-Bonsecours au Québec. 

## Histoire
La chapelle des Marins a été construit en 1835, probablement lors d'une corvée. Selon le Livre de comptes de la fabrique, la chapelle doit servir d'arrêt aux processions du Saint Sacrement, lors de la Fête-Dieu. Elle est construite en bois et non en pierres comme la plupart des chapelles de ce type. Le chœur est en forme d'hémicycle et est surmonté d'un pignon à épis. Le clocher à l'avant du bâtiment est quant à lui chapeauté d'un coq.
En 1935, lors de son centenaire, la chapelle a été restaurée. Des marins et des navigateurs participent à la restauration et elle est alors dédiée à « À St Joseph/Secours des marins ». Ce petit lieu de culte rappelle que L'Islet a été le lieu d'origine de nombreux matelots et pilotes du Saint-Laurent. On y a aussi installé des plaques avec le nom  des marins disparus en mer.
Elle a été classée comme immeuble patrimonial le 16 décembre 1981 par le ministère des Affaires culturelles.